# 칭타이 고속철도
칭타이 고속철도(중국어: 青太高速铁路)는 중화인민공화국의 칭다오 역과 타이위안 역을 연결하는 고속철도이다. 2009년 4월 1일에 스타이 고속철도 구간이 개통되었고 2018년에 칭난 고속철도와 스지 고속철도 구간이 개통될 예정이다.

## 역사
- 2005년 6월 1일 : 스타이 고속철도 구간 착공.
- 2009년 4월 1일 : 스타이 고속철도 구간 개통.
- 2013년 : 스지 고속철도 구간 착공.
- 2015년 1월 23일 : 칭난 고속철도 구간 착공.
- 2018년 : 스지 고속철도, 칭난 고속철도 구간 개통 예정.

## 현황
- 현재 운행 중인 노선은 녹색으로 표기되었다.

| 노선            | 비고                                           | 영업 최고 속도 | 영업 거리 (km) | 착공 시기       | 완공 시기      |
| --------------- | ---------------------------------------------- | -------------- | -------------- | --------------- | -------------- |
| 칭타이 고속철도 | 칭다오에서 타이위안까지 연결하는 고속철도 노선 | 250 ~ 350      | 817            | 2005년 6월 1일  | 2018년         |
| 칭난 고속철도   | 지난에서 칭다오까지 연결하는 고속철도 노선     | 350            | 308            | 2015년 1월 23일 | 2018년         |
| 스지 고속철도   | 스자좡에서 지난까지 연결하는 고속철도 노선     | 250            | 319            | 2013년          | 2018년         |
| 스타이 고속철도 | 스자좡에서 타이위안까지 연결하는 고속철도 노선 | 250            | 190            | 2005년 6월 1일  | 2009년 4월 1일 |

## 같이 보기
- 스타이 고속철도
- 스지 고속철도
- 칭난 고속철도